# قرار مجلس الأمن التابع للأمم المتحدة رقم 707
قرار مجلس الأمن التابع للأمم المتحدة رقم 707، الذي اتخذ بالإجماع في 15 أغسطس 1991، بعد أن أشار إلى القرار 687 (1991) والاستماع إلى البيانات المقدمة من الوكالة الدولية للطاقة الذرية ولجنة الأمم المتحدة الخاصة، أدان المجلس، بموجب الفصل السابع، العراق على الانتهاكات وعدم الامتثال للقرار 687 (1991)، ومدد الصلاحيات للجنة الخاصة والوكالة الدولية للطاقة الذرية.
وفي هذا الصدد، قدم المجلس عدة مطالب إلى حكومة العراق تطالب فيها بما يلي:
(أ) تقديم «كشف كامل ونهائي وتام» لجميع جوانب برامجها الرامية إلى تطوير أسلحة الدمار الشامل والقذائف التسيارية التي يزيد مداها على 150 كيلومترا (93 ميلا)، بما في ذلك مكوناتها ومواقعها ومرافق إنتاجها وجميع البرامج النووية الأخرى؛
(ب) السماح للوكالة الدولية للطاقة الذرية واللجنة الخاصة بالوصول دون قيود إلى المناطق التي ترغب في تفتيشها، بما في ذلك الوصول إلى المناطق التي تحرم من الوصول إليها؛
(ج) وقف محاولات إخفاء أسلحتها النووية أو الكيميائية أو البيولوجية أو برامج القذائف التسيارية أو إزالتها أو تدميرها؛
(د) السماح للجنة الخاصة والوكالة الدولية للطاقة الذرية بالقيام بأعمال مراقبة وتفتيش في جميع أنحاء البلد، وذلك أيضا لأغراض المسح الجوي؛
(هـ) وقف الأنشطة النووية من أي نوع، باستثناء الأنشطة ذات الأغراض الزراعية أو الصناعية أو الطبية؛
(و) ضمان سلامة جميع ممثلي اللجنة الخاصة والوكالة الدولية للطاقة الذرية وحصانتهم، مع توفير النقل لهم عند الضرورة؛
(ط) الرد على جميع الأسئلة أو الطلبات الواردة من الوكالة الدولية للطاقة الذرية واللجنة الخاصة.
وذكر القرار 707 أنه يجب على العراق أن يمتثل للأحكام المذكورة أعلاه دون تأخير، وأن يمتثل للأحكام الواردة في معاهدة عدم انتشار الأسلحة النووية التي ينتهكها حاليا.

## وصلات خارجية
- نص القرار على undocs.org